# Adolphe Beaufrère
Adolphe Beaufrère né le 24 mars 1876 à Quimperlé (Finistère) et mort le 16 février 1960 à Larmor-Plage (Morbihan) est un peintre et graveur français.
Une grande partie de son œuvre est inspirée par la Bretagne.

## Biographie
Adolphe Beaufrère entre en 1897 à l’École des beaux-arts de Paris où il est l'élève de Gustave Moreau puis de Fernand Cormon. Outre la peinture, il est particulièrement intéressé par la gravure. Il débute au Salon des artistes français de 1898.
En 1911, une bourse lui permet de voyager en Algérie — où il réside à la villa Abd-el-Tif —, en Italie et en Espagne. Durant la Première Guerre mondiale, il est affecté dans l’infanterie. Il s’installe définitivement à Larmor-Plage en 1922. Beaufrère utilise essentiellement l’eau-forte et la pointe sèche, tout en faisant quelques planches en gravure sur bois.
En 1949, il illustre Forêt Voisine de Maurice Genevoix.
Il collabore au livre Almanach, cahier de vers d'Émile Verhaeren (Société de Saint-Éloy, 1951). Il participe également à la série de livres Châteaux d'Île-de-France d'Ernest de Ganay (Société de Saint-Éloy, 1957) et à Vieilles Abbayes d'Île-de-France de Louis Réau (Société de Saint-Éloy, 1955).

## Œuvres dans les collections publiques
- Algérie
  - Alger, musée national des Beaux-Arts :
    - La Fuite en Égypte, don le l'auteur en 1927 ;
    - À la porte de la mosquée ;
    - Colline de la villa Abd-el-Tif ;
    - Village du Hamma.

- France
  - Paris, département des estampes et de la photographie de la Bibliothèque nationale de France.
  - Rennes, musée des Beaux-Arts.

## Expositions
- 1911 : Alger ; Paris, Salon d'automne.
- 1979 : Concarneau, galerie Giroux, « Adolphe Beaufrère, 141 gravures de 1905 à 1951 ».
- Du 26 mai 1981 au 27 juin 1981 : Paris, galerie Sagot-Le Garrec, « Hommage à Adolphe Beaufrère. Œuvre gravé »[4].
- Du 21 juin au 30 septembre 1984 : musée des Beaux-Arts de Rennes, « Adolphe Beaufrère, gravures ».
- Du 25 juin au 26 septembre 2005 : musée des Beaux-Arts de Pont-Aven.
- Du 2 octobre au 14 novembre 2021  à l’espace culturel Les Coureaux à Larmor-plage.

## Récompenses
- Prix Abd-el-Tif en 1911.
- Grand prix de l’Exposition internationale de la gravure à Los Angeles, 1924.
- Prix de la gravure française au Salon des peintres-graveurs français de 1943.

## Hommages
- Plusieurs villes de Bretagne ont donné son nom à une rue, notamment Clohars-Carnoët, Concarneau, Doëlan, Groix, Larmor-Plage, Lorient, Pont-Aven, Quimper, Quimperlé, Riec-sur-Belon[5] et Vannes.